# Opopaea gibbifera
Espèce
Opopaea gibbifera est une espèce d'araignées aranéomorphes de la famille des Oonopidae.

## Distribution
Cette espèce est endémique de Hainan en Chine,.

## Description
Les mâles mesurent de 1,39 à 1,42 mm et les femelles de 1,39 à 1,67 mm.

## Publication originale
- Tong & Li, 2008 : The oonopid spiders (Araneae: Oonopidae) from Hainan Island, China. The Raffles Bulletin of Zoology, vol. 56, no 1, p. 55-66 (texte intégral).